# 圣克鲁斯-德特内里费狂欢节

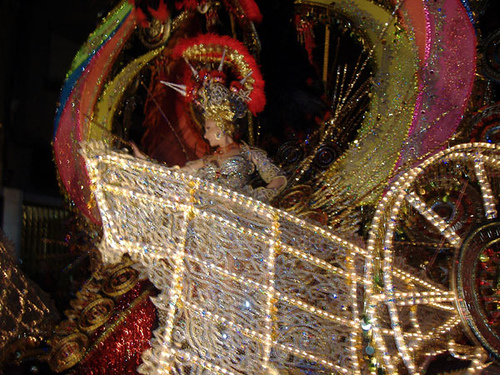
Queen Carnival of Santa Cruz de Tenerife (2006)

圣克鲁斯-德特内里费狂欢节是世界上规模最大，最壮观的狂欢节之一。每年二月，西班牙加那利群岛的城市圣克鲁斯-德特内里费举办这一活动，吸引大约100万来自世界各地的人们。它被认为是世界上第二热门和知名的狂欢节，仅次于巴西的里约热内卢。事实上，圣克鲁斯-德特内里费和里约热内卢也因此结为友好城市。
圣克鲁斯-德特内里费的街头嘉年华会开始于星期五，一个壮观的开幕巡游，在夜间达到高潮，数千人化装跳舞，直到第二天凌晨。集会持续多个晚上，直到圣灰星期三。这一天，圣克鲁斯-德特内里费人庆祝“entierro de la sardina”（埋藏的沙丁鱼），嘉年华会正式结束。 